# Lytvyns folkallians
Lytvyns folkallians var en valallians som kandiderade i Ukrainas parlamentsval 2006.
Alliansen bestod av följande partier:
- Folkpartiet
- Ukrainska vänsterförbundet "Rättvisa"
- Ukrainias demokratiska lantbruksparti

Toppnamn på valsedeln var Volodymyr Lytvyn, efter vilken alliansen fått sitt namn.
Valet den 26 mars 2006 blev en stor besvikelse. Alliansen fick bara 2,44 % av rösterna och blev utan mandat i Verchovna Rada.